# Corydalis weigoldii
Corydalis weigoldii är en vallmoväxtart som beskrevs av Friedrich Karl Georg Fedde. Corydalis weigoldii ingår i släktet nunneörter, och familjen vallmoväxter. Inga underarter finns listade i Catalogue of Life.